# Селіна Маркес
Селіна Маркес (ісп. Celina Márquez, 16 липня 1999) — сальвадорська плавчиня.
Учасниця Олімпійських Ігор 2020 року, де в попередніх запливах на дистанціях 100 і 200 метрів на спині посіла 36-те і 23-тє місця й не потрапила до півфіналів.